# Mariä Himmelfahrt (Prien am Chiemsee)
Die Kirche Mariä Himmelfahrt ist die römisch-katholische Pfarrkirche von Prien am Chiemsee.

## Vorgeschichte des Kirchenortes

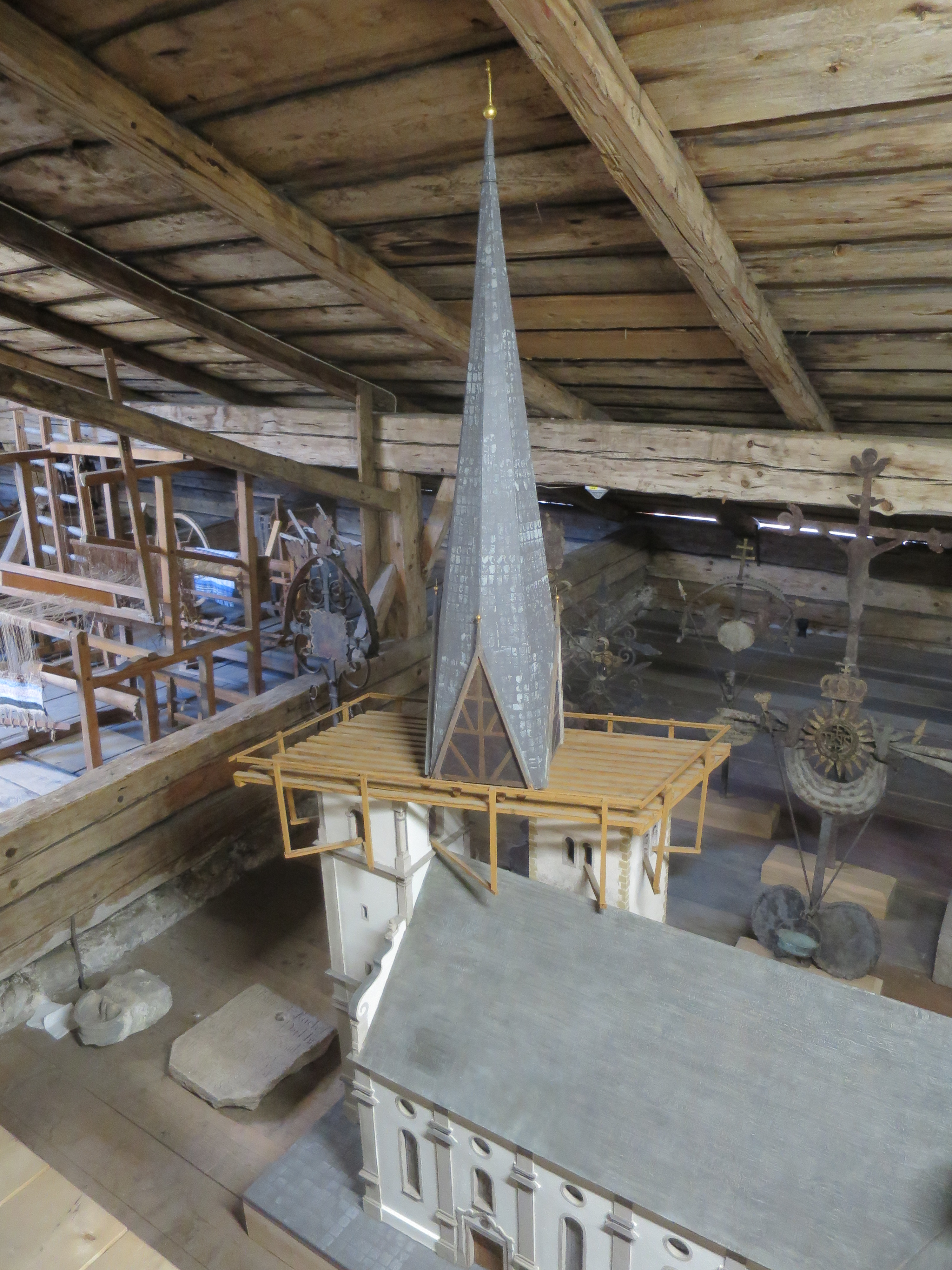
Modell der Turmverschiebung im Heimatmuseum Prien

Eine Pfarrei entstand in Chiemsee zusammen mit der Gründung des Ortes im 12. Jahrhundert. Als erster Priener Pfarrer wird um 1180/90 ein „Eberwinus plebanus de Prienne“ genannt. Von der zugehörigen romanischen Kirche sind bauliche Reste nicht nachgewiesen, sie stand aber vermutlich etwas weiter westlich des heutigen Baus. Sie wurde im zweiten Viertel des 15. Jahrhunderts durch eine spätgotische dreischiffige Kirche ersetzt.
Ab etwa 1510 erfuhr dieser Bau umfangreiche Veränderungen, die heute nicht mehr genau erschlossen werden können, ein spätgotischer Rotmarmorgedenkstein von 1517 aus einer Salzburger oder Wasserburger Bildhauerwerkstatt (heute an der Priener Taufkapelle) mit den Wappen des Herrenchiemseer Propstes Rudbert Puetinger (1496 bis 1520 Propst) und den beiden Familienwappen des damaligen Pfarrvikars, des aus Prien stammenden Herrenchiemseer Chorherren Michael Wider, weist jedoch auf weitgehende und umfassende Arbeiten hin.
Im Rahmen einer Visitationsreise wurde die Kirche am 11. April 1518 durch Bischof Berthold Pürstinger neu geweiht was den Umfang der vorausgegangenen Arbeiten unterstreicht. Das Kirchengebäude ist mit Ausstattung ein Baudenkmal des Freistaates Bayern (Bayerisches Denkmalschutzgesetz).

## Baugeschichte der heutigen Kirche
Nach dem Dreißigjährigen Krieg wurde die Kirche 1652–1659 in barockem Stil neu eingerichtet. Dabei wurde aus praktischen Gründen die Zahl von zwei Seitenaltären im Bestand beibehalten, einen Katharinenaltar im nördlichen und einen Erasmus- oder 14-Nothelfer-Altar im südlichen Seitenschiff. Beide jedoch erhielten neue Aufbauten, ebenso wurde der Hochaltar vollständig neu angefertigt für die damals enorme Summe von 2.000.– fl. 1708/09 erhielt der damalige Kirchturm eine neue, 40 Meter hohe, gezimmerte Spitze. Nur etwa ein viertel Jahrhundert später allerdings erwies sich der Kirchenraum als zu beschränkt für die anwachsende Gemeinde, auch traten erhebliche Bauschäden zu Tage, nicht zuletzt mit verursacht durch das Niederbrennen des großen Heiligen Grabes durch die Fahrlässigkeit des Mesners im Jahr 1724. Der damalige Pfarrvikar Floridus Rappel trieb daraufhin Pläne für eine umfangreiche Renovierung, die quasi einem Neubau gleichkam.
Ab 1734 erfolgte dann an gleicher Stelle ein dritter, barocker Kirchbau. Der Neubau verwendete den unteren Bereich der Außenmauern der gotischen Kirche zum Teil wieder. Allerdings wurden die Wände ab der Fensterhöhe neu aufgemauert, die Pfeiler im Innern entfernt, so dass eine große Halle entstand, die ohne Stützen auskam. Die Kirche wurde um 8 Meter nach Westen verlängert und erhielt dort nun auch einen neuen Turm in unmittelbarer Nachbarschaft des bisherigen. Um den Abbruch und das erneute Aufzimmern des großen Turmhelms zu vermeiden, wurde dieser 1736 nach einem Konzept des Zimmermeisters Christian Raab (1687 - 1768) angehoben, auf Rollen und auf einer besonderen, dafür gezimmerten, beide Türme überspannenden Plattform zum neuen Turm gerollt und auf diesen abgesenkt. Diese „Priener Turmverschiebung“ galt als technische Meisterleistung. Der alte Turm wurde anschließend abgebrochen.
Hauptinitiator des Kirchenneubaus war der Ortspfarrer Floridus Rappel. Er war zugleich Mitglied des Klosters Herrenchiemsee, das die Pfarrer in Prien stellte. 1736 wurde er Propst des Klosters und hatte damit sehr viel mehr Mittel als zuvor zur Verfügung. Dies hatte zur Folge, dass die Kirche nun ein Steingewölbe statt des ursprünglich geplanten aus Holz erhielt. Außerdem wurde die Ausstattung des 1738 vollendeten Gebäudes prächtig.
Restaurierungen wurden 1934, 1961, 1987–1989 und am Turmhelm 2015 durchgeführt.

## Gebäude

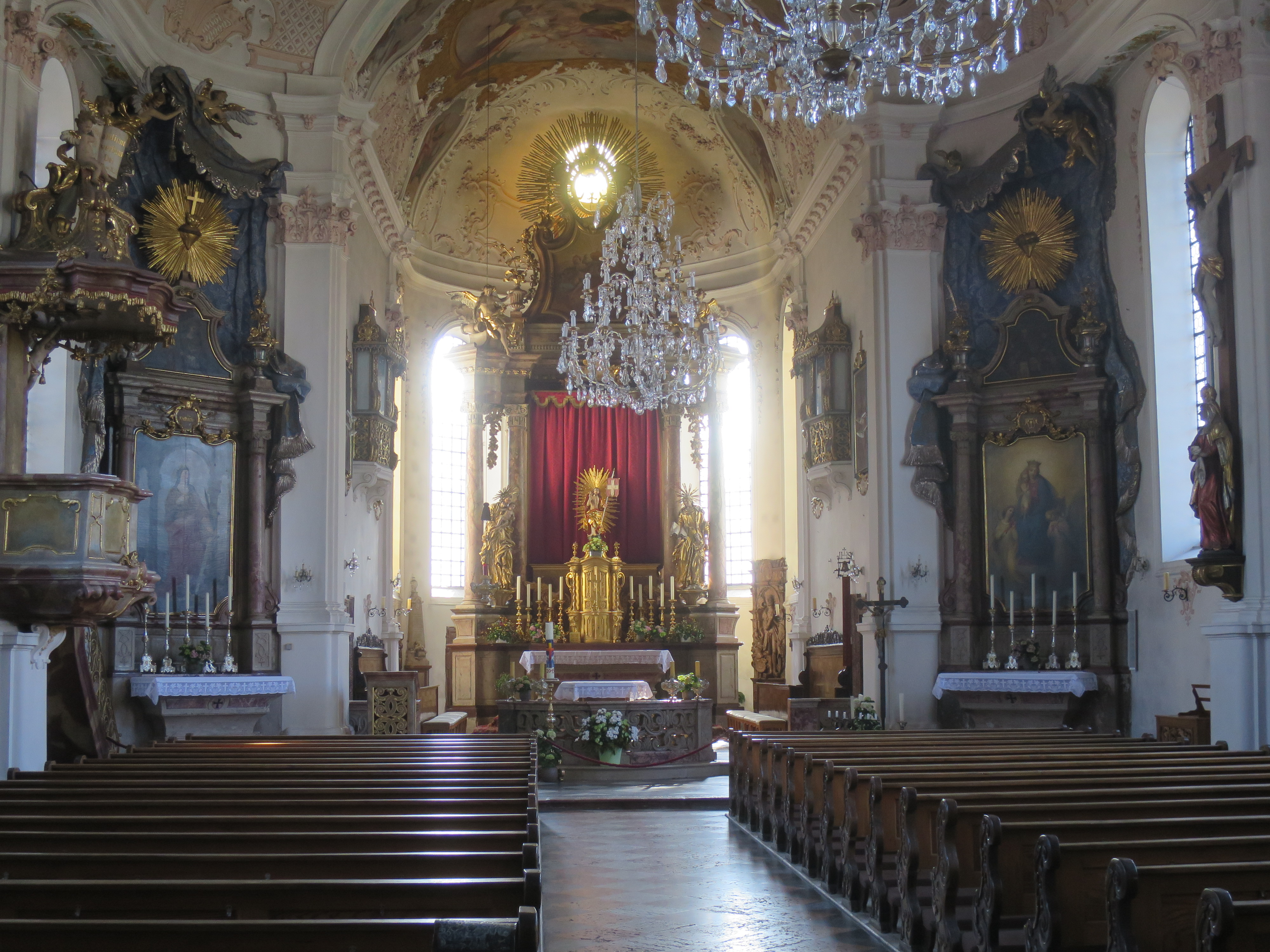
Innenansicht nach Osten

Die Kirche präsentiert sich heute als barocke Hallenkirche. Im Westen erhebt sich der 72 Meter hohe Kirchturm mit spitzem Helm. Auf den Dächern der beiden Sakristeien im Osten dagegen stehen kleine Türme mit Zwiebelhauben. Diese korrespondieren in der Form mit dem Turm der benachbarten Taufkapelle.
Der sehr helle Innenraum ist in der Grundfarbe Weiß gestaltet. Die Wände sind mit flachen Wandpfeilern gegliedert. Der Chorbereich ist gegenüber dem Hauptschiff eingezogen. Im Westen befindet sich eine zweigeschossige Empore, die auch die Orgel trägt.

## Ausstattung

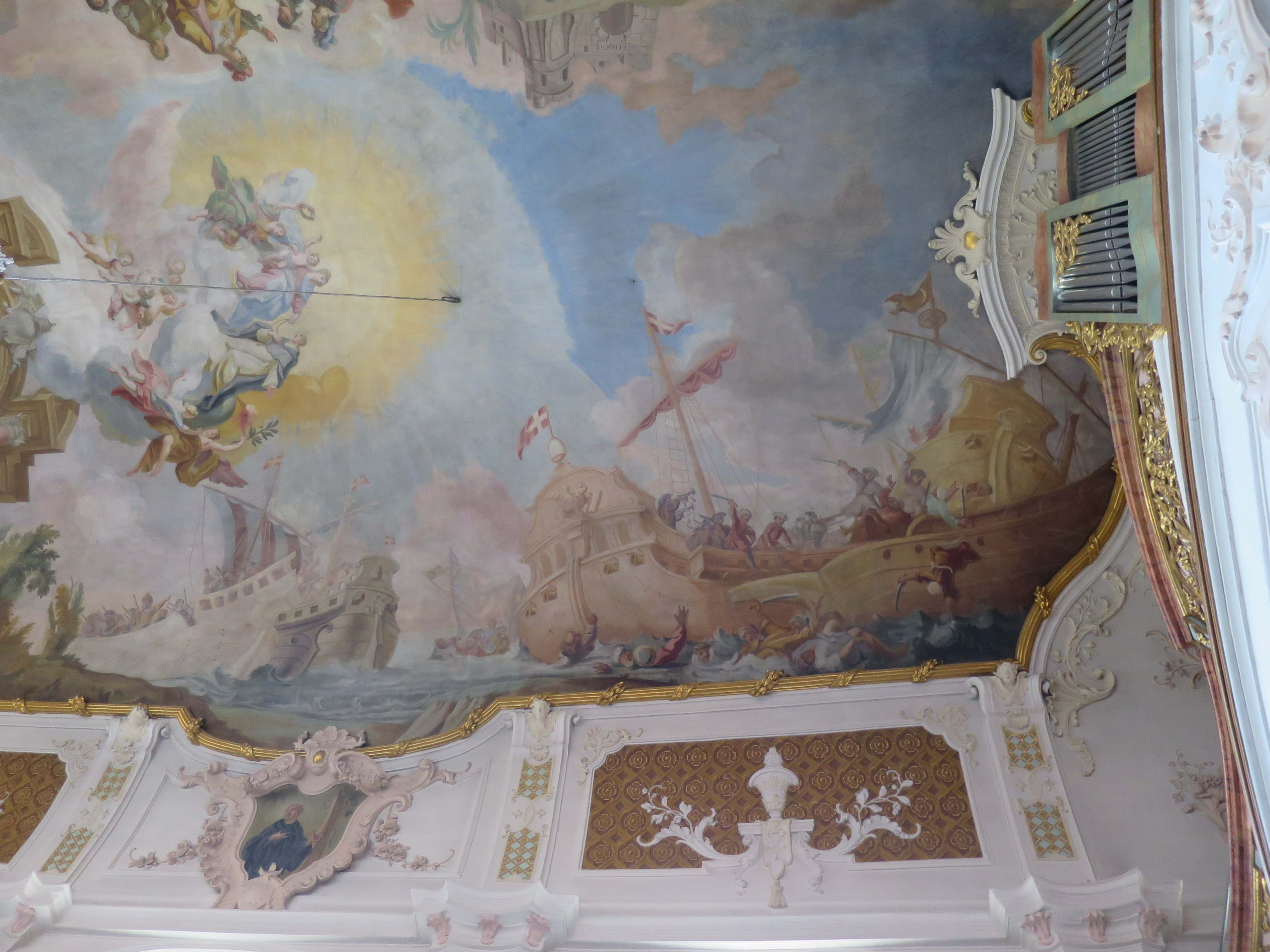
Deckenfresko: Johann Baptist Zimmermann, die Seeschlacht von Lepanto (Ausschnitt)

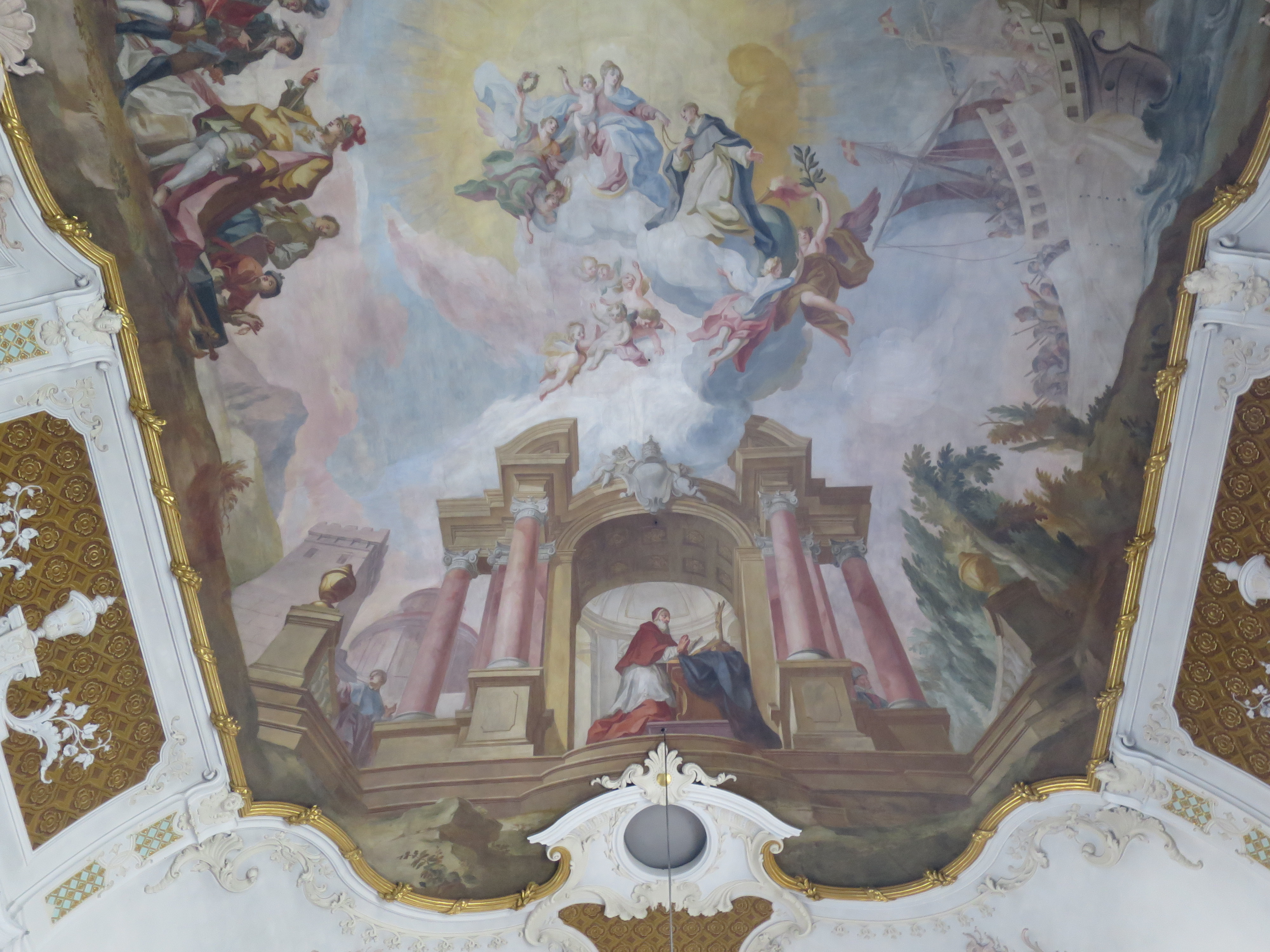
Deckenfresko: Johann Baptist Zimmermann, Papst Pius V.

### Fresken
Die Deckenfresken von Johann Baptist Zimmermann, die er 1738–1740 unter Mithilfe zweier seiner Söhne gestaltete, sind die bekannteste Ausstattung der Kirche. Im Chor sind die Dreifaltigkeit und die vier Evangelisten, im Langhausgewölbe im 200 m2 großen Hauptfresko die Seeschlacht von Lepanto dargestellt. Maria wird dort als Rosenkranzkönigin mittig und an der dem Chor zugewandten Seite Papst Pius V. dargestellt, der den Rosenkranz für einen zugunsten der Heiligen Liga erfolgreichen Ausgang der Schlacht betet. Das Thema wurde gewählt, weil sich seit 1639 in der Pfarrkirche eine Rosenkranzbruderschaft zusammengefunden hatte und der Sieg der Heiligen Liga bei der Seeschlacht von Lepanto der Kraft des Rosenkranzgebetes zugeschrieben wurde. In vier seitlichen Feldern des Deckengewölbes finden sich die Patrone der damaligen sechs Filialkirchen der Pfarrei Prien: St. Bartholomäus (Hittenkirchen), St. Koloman (Hochstätt), St. Nikolaus (Rimsting), St. Florian (St. Florian bei Wildenwart), St. Leonhard (Greimharting) und St. Jakobus (Urschalling).

### Übrige Ausstattung
Hauptaltar und beide Seitenaltäre wurden zwischen 1738 und 1740 von Georg Doppler aus Untersberger Marmor gearbeitet. Das Gemälde des Hauptaltars stellt – dem Patrozinium entsprechend – die Himmelfahrt Marias dar. Es ist eine 1654/55 von Matthias Schöfftlhueber geschaffene Kopie eines Gemäldes von Peter Paul Rubens in der Katholischen Heilig-Kreuz-Kirche in Augsburg. Es wurde vom Hauptaltar der Vorgängerkirche übernommen. Die Stuckdraperien über den Seitenaltären stammen ebenfalls von Johann Baptist Zimmermann. Die von ihm geschaffenen Gemälde für die Seitenaltäre sind heute verschollen. Sie wurden im 19. Jahrhundert gegen neue Altargemälde im Nazarenerstil ausgetauscht.
Das Hauptbild des Katharinenaltars stammt vom Münchner Historienmaler Johann Michael Echter, das des Rosenkranzaltars vom Maler Franz Xaver Gaßner. Die Oberbilder sind allerdings noch die Originale von Johann Baptist Zimmermann, von dem auch die Kanzel und die Kreuzwegstationen stammen.

## Orgeln
1628 lieferte der Münchner Orgelbauer Hanns Lechner eine neue Orgel mit zwölf Registern in die damalige gotische Kirche. Diese Orgel wurde 1634 auf die Westempore gesetzt. Der heutige Orgelprospekt von Georg Anton Kidl aus Rosenheim geht auf den Einbau eines Orgelwerkes des Salzburger Orgelbauers Johann Christoph Egedacher von 1738 für den Neubau der Pfarrkirche 1735/38 zurück. 1773 erweiterte Orgelbauer Joachim Prugger (Zell am Ziller) das Werk um sechs Register. 1800 baute Jakob Kölbl (Wessobrunn) ein neues Orgelwerk mit 14 Registern ein. 1867 wurde das Instrument durch Jakob Müller (Tuntenhausen) erneuert. 1937 schuf Leopold Nenninger aus München eine neue Orgel, wobei er den vorhandenen Prospekt um einen Freipfeifenprospekt und ein Rückpositiv erweiterte, sodass das Werk mit Kegelladen und pneumatischer Traktur 33 Register auf drei Manualen und Pedal erhielt. Die Nenninger-Orgel von 1937 befindet sich heute in Privatbesitz.

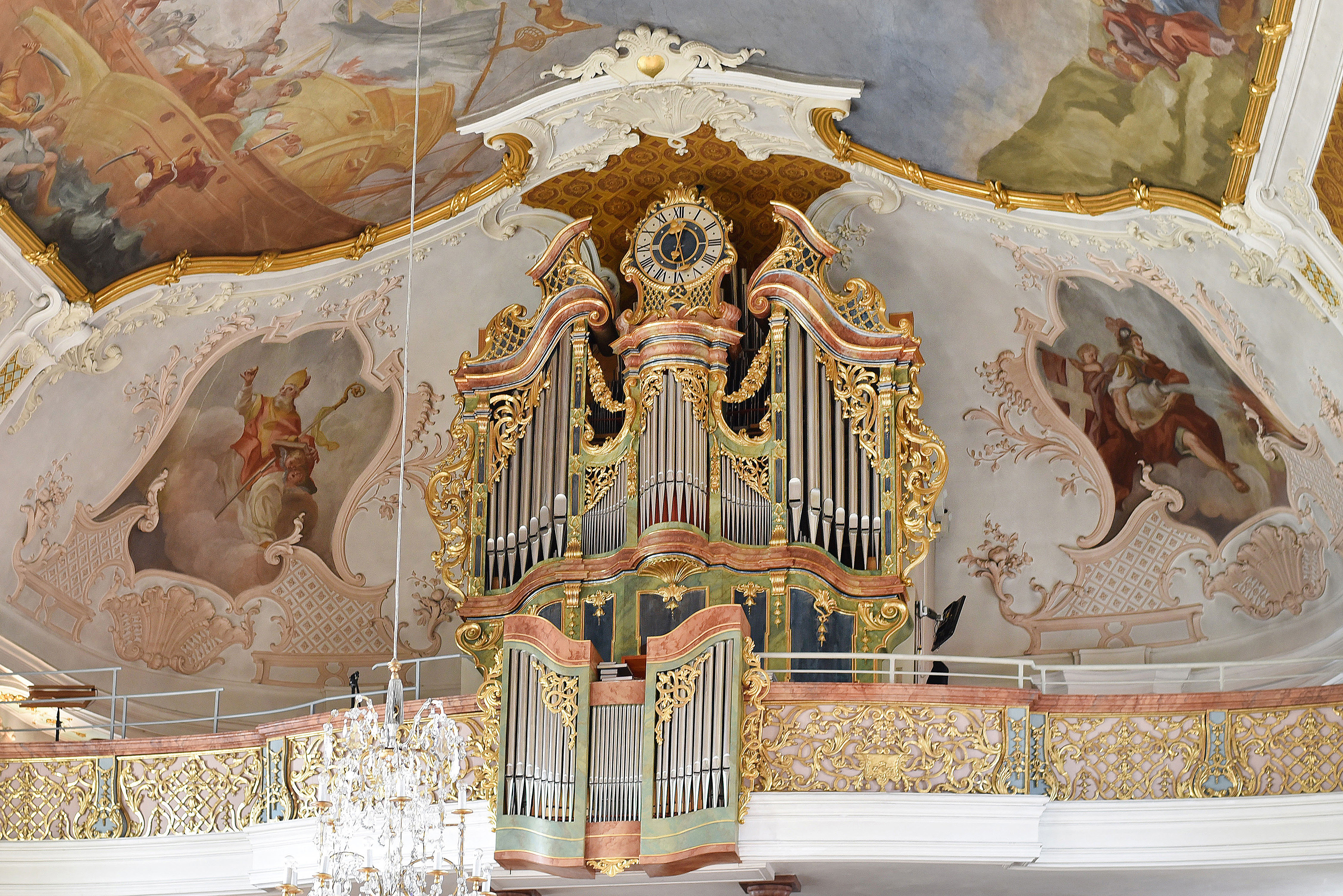
Orgel von Gerald Woehl (1995) mit neuem Rückpositiv im historischen Prospekt von 1738 (Egedacher).

### Woehl-Orgel (1995)
Nach Abschluss der Innenrenovierung im Jahr 1989 wurde nach eingehenden Gutachten des Orgelsachverständigen, der Kirchenverwaltung und des Kirchenpflegers Joseph Stöttner 1992 eine neue Orgel bei Orgelbaumeister Gerald Woehl (Marburg) in Auftrag gegeben und zum Kirchweihfest am 15. Oktober 1995 eingeweiht.

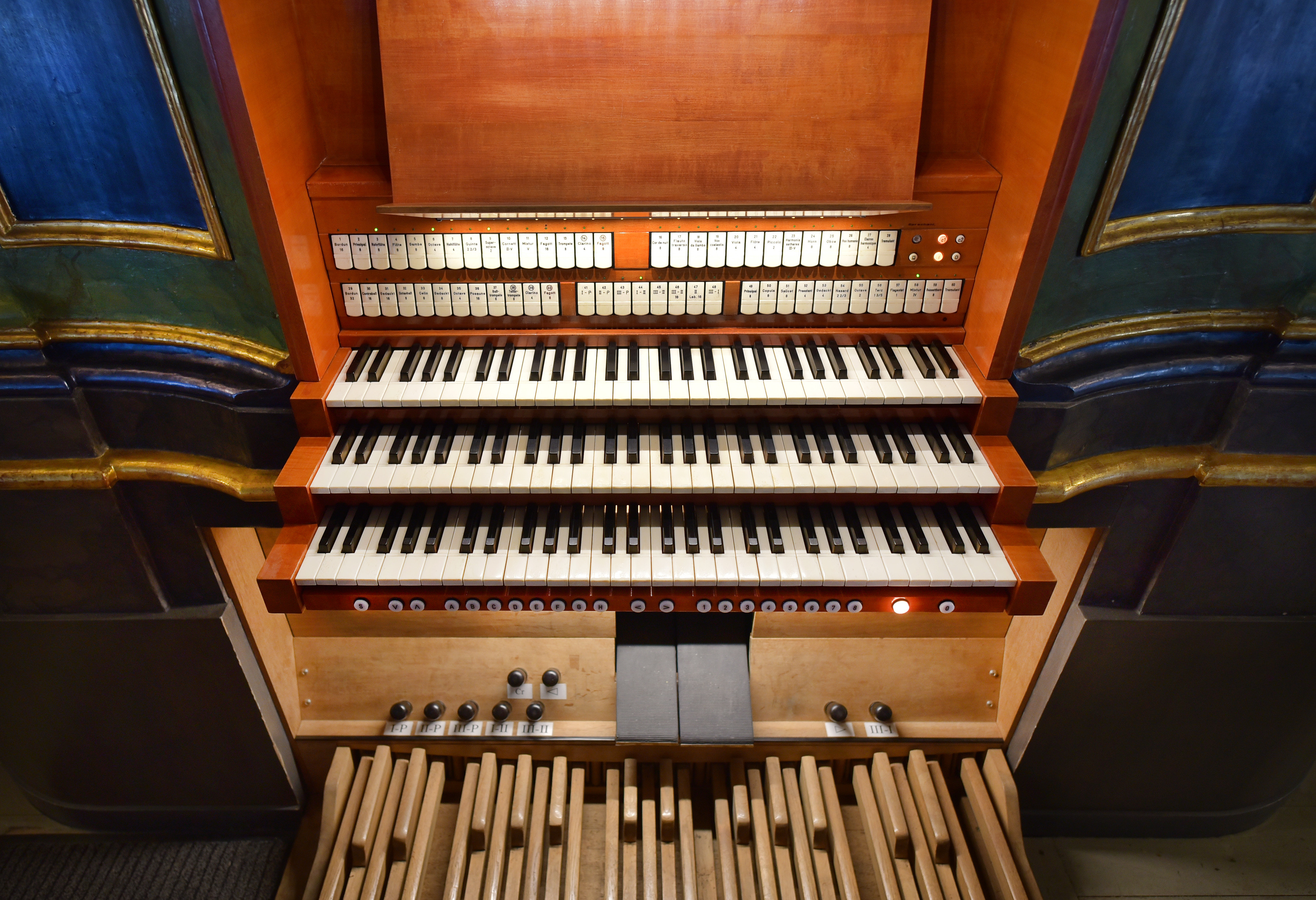
Der Spieltisch der neuen Woehl-Orgel von 1995 in der Pfarrkirche Mariä Himmelfahrt Prien.

Das neue Konzept führte den historischen Orgelprospekt wieder auf die Größe der Egedacher-Orgel von 1738 zurück und stellte die ursprüngliche Farbigkeit wieder her. Das Rückpositiv wurde neu geschaffen. Die neue Woehl-Orgel besitzt 50 Register auf drei Manuale und Pedal verteilt. Jede Pfeife wurde in der Kirche intoniert. Der Spieltisch befindet sich mittig vor dem Hauptgehäuse, welches das Hauptwerk und die Register des Kleinpedals beherbergt. Das Schwellwerk steht dahinter, die Pfeifen des Großpedals sind links und rechts des Hauptgehäuses untergebracht. Die Register Fagott und Trompete im Hauptwerk (Nr. 23 und 24) sind bis a4 ausgebaut und als Extensionen in der 8′- und 4′-Lage im Hauptwerk und im Pedal spielbar. Das Instrument verfügt über ein symphonisches Windsystem, welches aus 8 Bälgen gespeist wird; sie sind außerhalb des Instruments unterhalb des Chorpodests links neben der Orgel untergebracht. Die Spieltraktur ist mechanisch (Hängetraktur), die Registertraktur ist elektrisch, die Koppeln sind mechanisch. Das Instrument ist mit einem Registercrescendo (Tritt) ausgestattet. Eine elektronische Setzeranlage, die im Jahr 2020 grundlegend erneuert wurde, besitzt 11264 Kombinationen mit 10 Benutzerebenen, die per Zifferncodes geschützt sind.
| I Rückpositiv C–a3 |             |        |
| 01.                | Principal   | 8′     |
| 02.                | Copula      | 8′     |
| 03.                | Salicet     | 8′     |
| 04.                | Praestant   | 4′     |
| 05.                | Gedackt     | 4′     |
| 06.                | Octave      | 2′     |
| 07.                | Nasard      | 2 ⁄3′  |
| 08.                | Terz        | 1 3⁄5′ |
| 09.                | Flageolet   | 1′     |
| 10.                | Mixtur IV   |        |
| 11.                | Bassetthorn | 8′     |
|                    | Tremulant   |        |

| II Hauptwerk C–a3 |                       |        |
| 12.               | Bordun                | 16′    |
| 13.               | Principal             | 08′    |
| 14.               | Rohrflöte             | 08′    |
| 15.               | Flöte                 | 08′    |
| 16.               | Gambe                 | 08′    |
| 17.               | Octave                | 04′    |
| 18.               | Hohlflöte             | 04′    |
| 19.               | Quinte                | 02 ⁄3′ |
| 20.               | Superoctave           | 02′    |
| 21.               | Cornett II-V          |        |
| 22.               | Mixtur V-VI           |        |
| 23.               | Fagott                | 16′    |
| 24.               | Trompete              | 08′    |
| 25.               | Fagott (Ext. Nr. 23)  | 08′    |
| 26.               | Clarino (Ext. Nr. 24) | 04′    |

| III Schwellwerk C–a3 |                         |    |
| 27.                  | Cor de nuit             | 8′ |
| 28.                  | Flauto traverso         | 8′ |
| 29.                  | Viola da Gamba          | 8′ |
| 30.                  | Vox coelestis           | 8′ |
| 31.                  | Viola                   | 4′ |
| 32.                  | Flöte                   | 4′ |
| 33.                  | Piccolo                 | 2′ |
| 34.                  | Harmonia aetherea III-V |    |
| 35.                  | Horn                    | 8′ |
| 36.                  | Oboe                    | 8′ |
| 37.                  | Vox humana              | 8′ |
| 38.                  | Clairon harmonique      | 4′ |
|                      | Tremulant               |    |

| Pedal C–f1 |                          |     |
| 39.        | Bordun                   | 32′ |
| 40.        | Contrabass               | 16′ |
| 41.        | Gedacht (= Nr. 12)       | 16′ |
| 42.        | Octavbass                | 08′ |
| 43.        | Cello (= Nr. 16)         | 08′ |
| 44.        | Gedackt (Ext. Nr. 12)    | 08′ |
| 45.        | Octave                   | 04′ |
| 46.        | Posaune                  | 16′ |
| 47.        | Basstrompete             | 08′ |
| 48.        | Tenortrompete (= Nr. 24) | 08′ |
| 49.        | Fagott (= Nr. 25)        | 08′ |
| 50.        | Clarino (= Nr. 26)       | 08′ |

- Koppeln: III/I, I/II, II/II (Suboktavkoppel), III/II (auch als Suboktavkoppel), I/P, II/P, III/P
- Spielhilfen: Setzeranlage mit 11264 Kombinationen (Einbau einer neuen Setzeranlage im Jahr 2020), Sequenzer vor- und rückwärts (Daumenleiste, Pistons, Handsequenzer), Crescendotritt (2 verschieden programmierbare Crescendi), Mechanischer Schwelltritt mit Anzeige im Display, Koppeln als Registertaster und Pistons (ohne Suboktavkoppeln) in Wechselwirkung

Anmerkungen:
1. ↑  überblasend ab f1.
2. ↑  Metall
3. ↑  überblasend ab f0.
4. ↑  überblasend ab c1.
5. ↑  überblasend ab c0.
6. ↑  ab c2 doppelte Becherlänge.
7. ↑  ab c1 doppelte Becherlänge.
8. ↑  akustisch ab c0.

### Truhenorgel

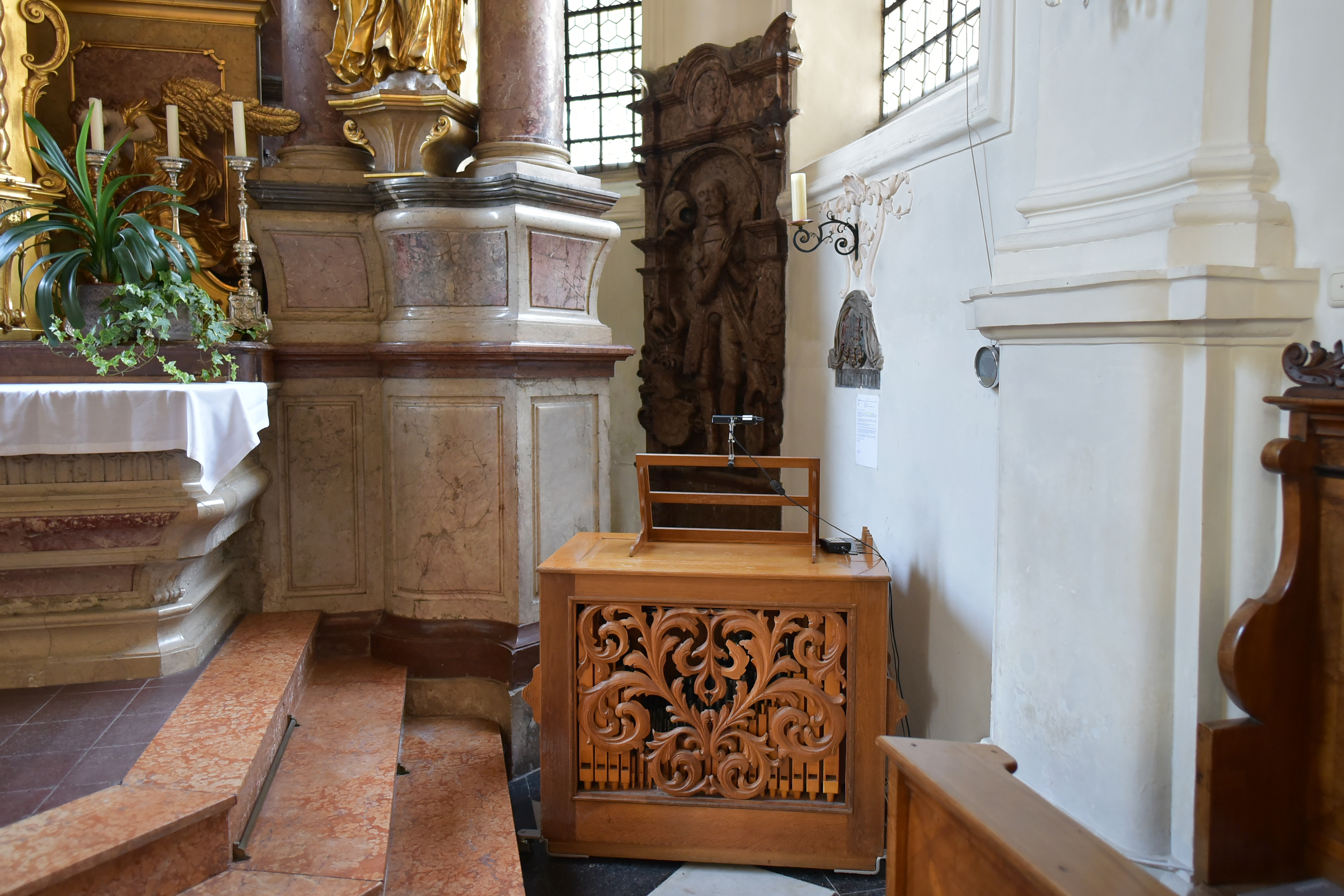
Die Jann-Truhenorgel im Presbyterium der Kirche Mariä Himmelfahrt (Prien am Chiemsee)

Die Priener Pfarrkirche verfügt über ein portables Truhenpostitiv der Firma Georg Jann (1983) mit 5 Registern. Das Instrument ist bei b0/h0 in Bass- und Diskant-Seite geteilt.
| Manual C–d3   |        |
| Rohrflöte B/D | 8′     |
| Flöte B/D     | 4′     |
| Prinzipal B/D | 2′     |
| Quinte B/D    | 2 ⁄3'  |
| Terz          | 1 3⁄5' |

## Glocken
Die heutigen 6 Glocken (Nominaltöne b0, des1, es1, f1, as1, b1) der Kirche wurden 1952, 1959 und 1998 gegossen. Die größte ist 2.805 kg schwer, die kleinste wiegt 290 kg. Nach dem Urteil des Glockensachverständigen der Erzdiözese München und Freising handelt es sich um eines der schönsten 6er-Geläute des Bistums. Die einzige noch erhaltene Glocke des ursprünglichen Geläuts aus dem 16. Jahrhundert hängt heute nur wenige hundert Meter westlich in der Wallfahrtskirche St. Salvator.
|             | GLOCKE 1 „Christkönigsglocke“ | GLOCKE 2 „Marienglocke“    | GLOCKE 3 „Sine nomine“    | GLOCKE 4 „Katharinenglocke“ | GLOCKE 5 „Josephsglocke“  | GLOCKE 6 „Irmengardglocke“ |
| ----------- | ----------------------------- | -------------------------- | ------------------------- | --------------------------- | ------------------------- | -------------------------- |
| Giesser:    | Karl Czudnochowsky, Erding    | Karl Czudnochowsky, Erding | Albert Bachert, Heilbronn | Karl Czudnochowsky, Erding  | Albert Bachert, Heilbronn | Karl Czudnochowsky, Erding |
| Gussjahr:   | 1959                          | 1952                       | 1998                      | 1952                        | 1998                      | 1952                       |
| Material:   | Bronze                        | Bronze                     | Bronze                    | Bronze                      | Bronze                    | Bronze                     |
| Ø mm:       | 1705                          | 1380                       | 1341                      | 1160                        | 1011                      | 820                        |
| Gewicht     | 2805 kg                       | 1234 kg                    | 1374 kg                   | 757 kg                      | 659 kg                    | 290 kg                     |
| Nominalton: | b°-1                          | des'+1                     | es'-3                     | f'-1                        | as'-2                     | b'-4                       |